# Rahat
Rahat (hebrejsky רַהַט, arabsky رهط, v oficiálním přepisu do angličtiny Rahat) je město v Izraeli v Jižním distriktu. Starostou je Talal al-Krenawi.

## Geografie

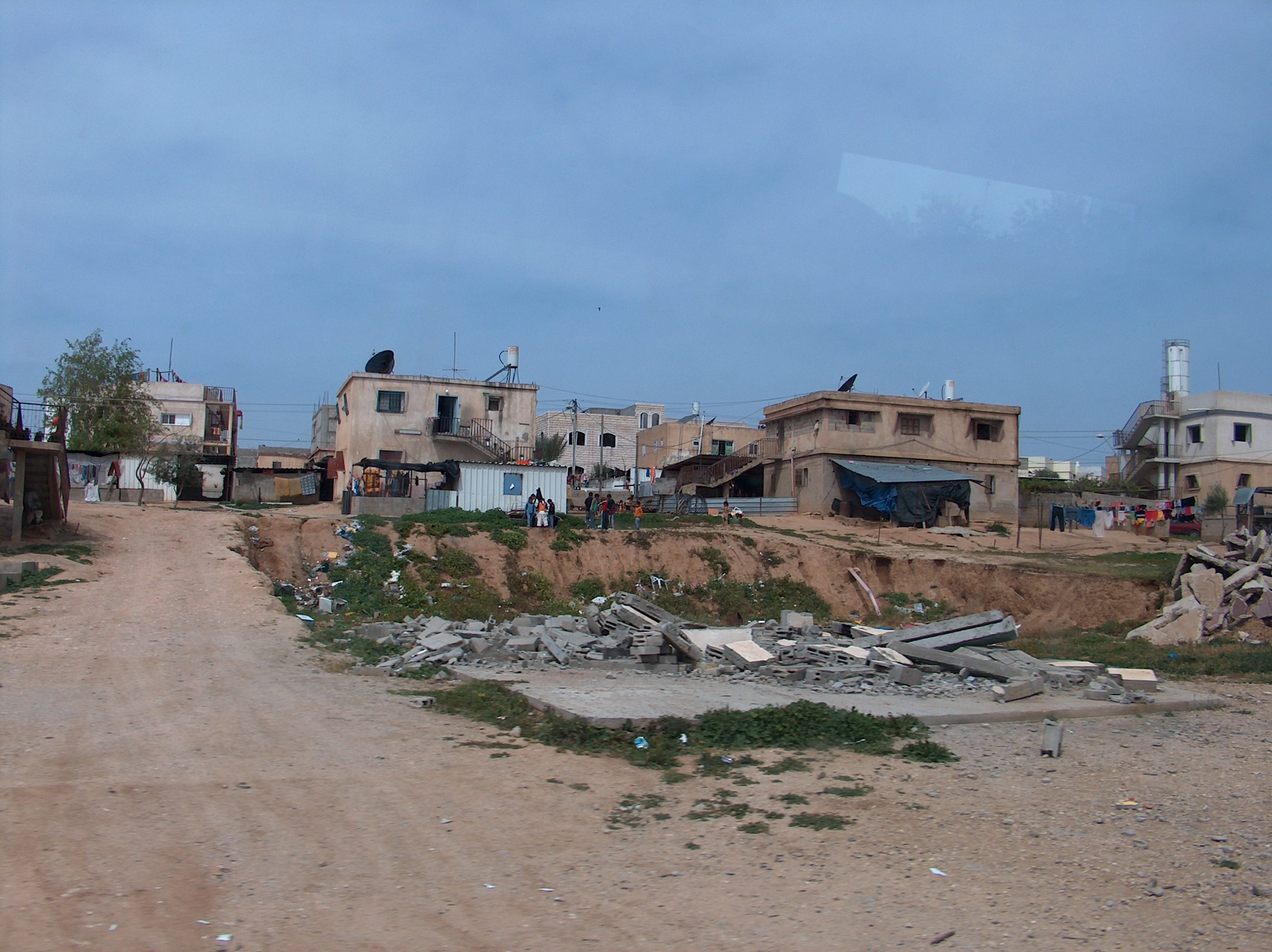
Zástavba v Rahatu

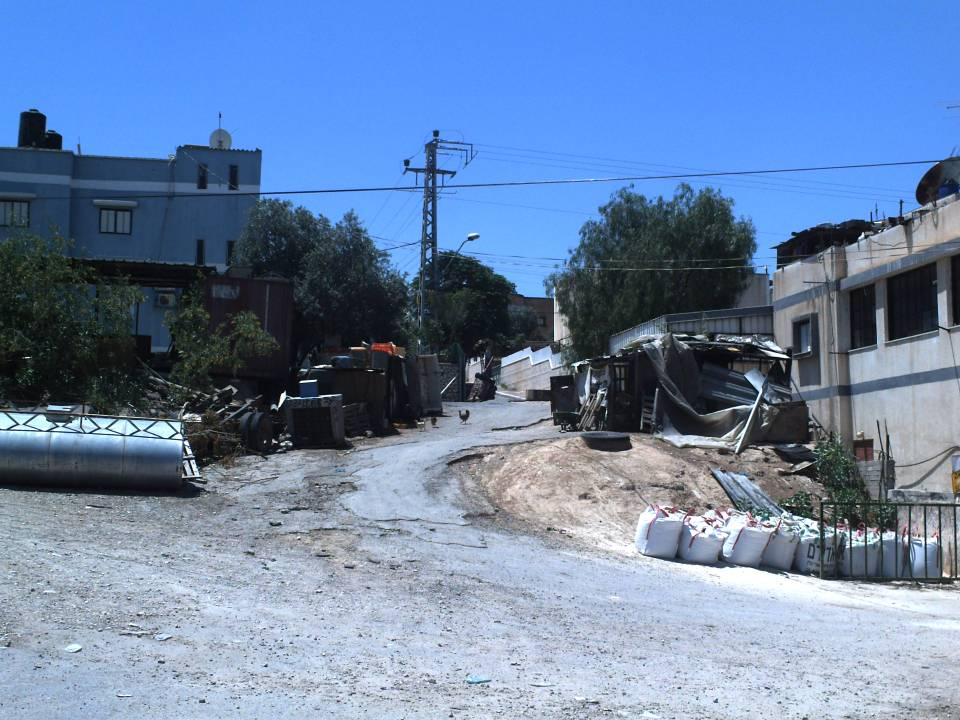
Čtvrť 19 v Rahatu

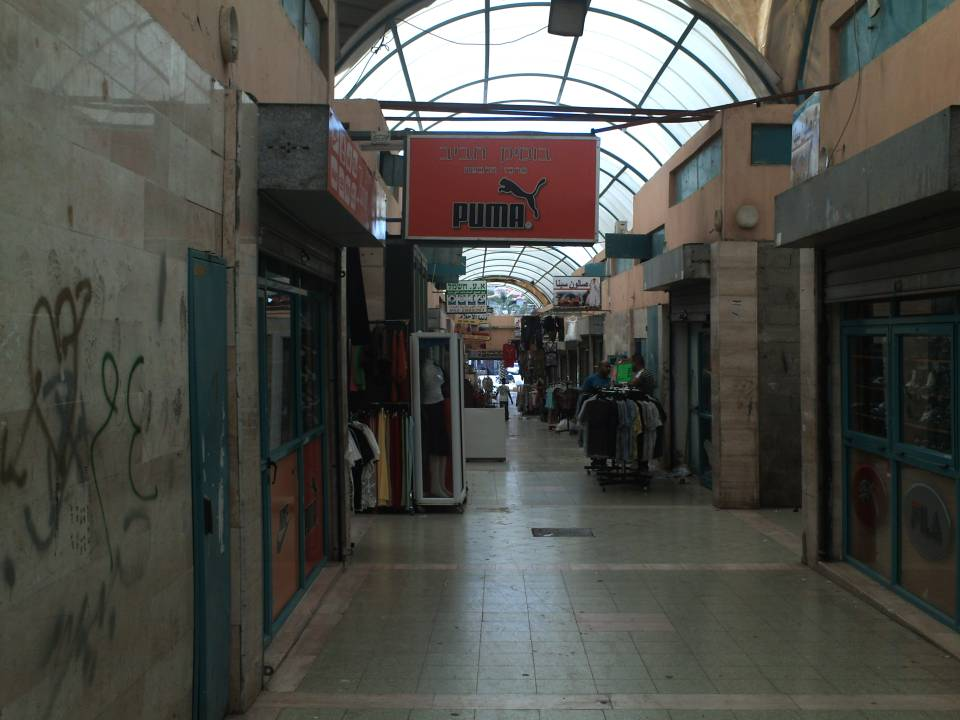
Tržnice v Rahatu

Nachází se v nadmořské výšce 221 metrů, cca 15 kilometrů severoseverozápadně od Beerševy a cca 75 kilometrů jižně od Tel Avivu, na severním okraji Negevské pouště.
Leží v hustě osídlené oblasti, která je etnicky smíšená. Rahat obývají izraelští Arabové, respektive Beduíni, další velká města v regionu jako Beerševa jsou židovská. Město je na dopravní síť napojeno pomocí lokálních silnic 264 a 310. Podél východní strany obce vede dálnice číslo 40. K východu odtud vybíhá i dálnice číslo 31. Podél dálnice číslo 40 rovněž vede železnice. Nedaleko města stojí železniční stanice Lehavim-Rahat. Prochází tudy železniční trať Tel Aviv-Beerševa.

## Dějiny
Město Rahat bylo založeno izraelskou vládou v roce 1972 jako nová osada pro arabské beduíny, kteří žili v okolí bez trvalého bydliště. Šlo o druhé takto zřízené městské sídlo pro beduíny a jeho projektanti se chtěli vyvarovat chyb při navrhování prvního takového města Tel Ševa.
Do roku 1980 byl Rahat součástí Oblastní rady Bnej Šim'on a od roku 1980 do roku 1994 měl status místní rady (malého města). V roce 1994 mu byl přiznán titul města, jako vůbec prvnímu beduínskému sídlu v Izraeli.

## Demografie
Rahat je město s ryze arabskou populací. V roce 2005 tvořili 100,0 % obyvatelstva arabští muslimové. Jde o středně velké sídlo městského typu s trvalým rychlým růstem. K 31. prosinci 2014 zde žilo podle Centrálního statistického úřadu (CBS) 60 400 lidí. Populační růst je mimořádně vysoký (v letech 2000–2009 45%).
Jedná se o největší beduínské sídlo v Izraeli. Podle CBS zde v roce 2001 žilo 16 300 mužů a 16 100 žen. Věkovou pyramidu tvoří z 65,2 % skupina mladší devatenácti let, 15,8 % skupina ve věku 20 až 29 let, 12 % skupina ve věku 30 až 44 let, 4,7 % skupina ve věku 45 až 59 let, skupina ve věku 0,9 % skupina ve věku 60 až 64 let a 1,4 % skupina starší 65 let.
| Rok            | 1983  | 1990   | 1993   | 1994   | 1995   | 1996   | 1997   | 1998   | 1999   | 2000   |
| -------------- | ----- | ------ | ------ | ------ | ------ | ------ | ------ | ------ | ------ | ------ |
| Počet obyvatel | 9 214 | 20 400 | 24 700 | 26 300 | 22 456 | 24 600 | 25 900 | 27 500 | 29 000 | 30 700 |

(pokles mezi roky 1994 a 1995 je způsoben dvěma nenavazujícími časovými řadami údajů Izr.stat.úřadu)
| Rok            | 2001   | 2002   | 2003   | 2004   | 2005   | 2006   | 2007   | 2008   | 2009   | 2010   | 2011   | 2012   | 2013   | 2014   |
| -------------- | ------ | ------ | ------ | ------ | ------ | ------ | ------ | ------ | ------ | ------ | ------ | ------ | ------ | ------ |
| Počet obyvatel | 32 400 | 34 100 | 35 760 | 37 382 | 38 880 | 40 570 | 42 223 | 43 863 | 51 687 | 53 100 | 54 900 | 56 900 | 58 700 | 60 400 |

* údaje za roky 2001, 2002 a od roku 2010 zaokrouhleny na stovky